# ميغيل أنخيل ليال
ميغيل أنخيل ليال (بالإسبانية: Miguel Ángel Leal Díaz)‏ هو لاعب كرة قدم إسباني، ولد في 1 فبراير 1997 في كاستيون دي لا بلانا في إسبانيا.

## وصلات خارجية
- ميغيل أنخيل ليال على موقع قاعدة بيانات كرة القدم.إي يو (الإنجليزية)
- ميغيل أنخيل ليال على موقع Soccerway.com (الإنجليزية)